# NGC 2587
NGC 2587 ist ein offener Sternhaufen im Sternbild Puppis und hat eine Winkelausdehnung von 10,0' und eine scheinbare Helligkeit von 9,2 mag. Er wurde am 22. Januar 1835 von John Herschel entdeckt.